# Rafael Márquez Lugo
Rafael Márquez Lugo (Cidade do México, 2 de novembro de 1981) é um ex-futebolista profissional mexicano, tendo atuado como atacante.

## Carreira
Rafael Márquez Lugo representou a Seleção Mexicana de Futebol nas Olimpíadas de 2004.
Atualmente é comentarista esportivo nos canais Fox Sports do México.